# Liste der Naturdenkmale in Wendlingen am Neckar
| Naturdenkmale | Anzahl |
| ------------- | ------ |
| FND           | 4      |
| END           | 14     |
| Gesamt        | 18     |

Die Liste der Naturdenkmale in Wendlingen am Neckar nennt die verordneten Naturdenkmale (ND) der im baden-württembergischen Landkreis Esslingen liegenden Stadt Wendlingen am Neckar. In Wendlingen am Neckar gibt es insgesamt 18 als Naturdenkmal geschützte Objekte, davon 4 flächenhafte Naturdenkmale (FND) und 14 Einzelgebilde-Naturdenkmal (END).
Stand: 30. Oktober 2016.

## Flächenhafte Naturdenkmale (FND)
| Name                                                        | Bild | Kennung     | Einzelheiten         | Position | Fläche Hektar | Datum         |
| ----------------------------------------------------------- | ---- | ----------- | -------------------- | -------- | ------------- | ------------- |
| Feldhecke im Gewann Gschraiweg                              |      | 81160714216 | Wendlingen am Neckar | ⊙        | 0,3           | 6. Juli 1994  |
| Feuchtgebiet im Gewann Mittlerer See                        |      | 81160714218 | Wendlingen am Neckar | ⊙        | 0,9           | 6. Juli 1994  |
| Feuchtgebiet im Gewann Oberer Wasen                         |      | 81160714217 | Wendlingen am Neckar | ⊙        | 0,5           | 6. Juli 1994  |
| Naturnaher Neckarabschnitt mit Insel (An der Ulrichsbrücke) |      | 81160714201 | Wendlingen am Neckar | ⊙        | 3,4           | 25. Aug. 1983 |
| Legende für Naturdenkmal                                    |      |             |                      |          |               |               |

## Einzelgebilde (END)
| Name                     | Bild | Kennung     | Einzelheiten                                                     | Position | Fläche Hektar | Datum         |
| ------------------------ | ---- | ----------- | ---------------------------------------------------------------- | -------- | ------------- | ------------- |
| 1 Birnbaum               | BW   | 81160714207 | Wendlingen am Neckar                                             | ⊙        | 0,0           | 25. Aug. 1983 |
| 1 Kastanie               |      | 81160714205 | Wendlingen am Neckar                                             | ⊙        | 0,0           | 25. Aug. 1983 |
| 1 Linde (Silcher-Linde)  |      | 81160714208 | Wendlingen am Neckar                                             | ⊙        | 0,0           | 25. Aug. 1983 |
| 1 Linde                  |      | 81160714202 | Wendlingen am Neckar                                             | ⊙        | 0,0           | 25. Aug. 1983 |
| 1 Linde                  |      | 81160714203 | Wendlingen am Neckar                                             | ⊙        | 0,0           | 25. Aug. 1983 |
| 1 Linde                  |      | 81160714204 | Wendlingen am Neckar                                             | ⊙        | 0,0           | 25. Aug. 1983 |
| 1 Linde                  |      | 81160714209 | Wendlingen am Neckar                                             | ⊙        | 0,0           | 25. Aug. 1983 |
| 1 Linde                  | BW   | 81160714210 | Wendlingen am Neckar                                             | ⊙        | 0,0           | 25. Aug. 1983 |
| 1 Linde                  | BW   | 81160714214 | Wendlingen am Neckar Nicht mehr in der LUBW-Datenbank vorhanden. | ⊙        | 0,0           | 25. Aug. 1983 |
| 2 Linden am Feldhäuschen |      | 81160714206 | Wendlingen am Neckar                                             | ⊙        | 0,0           | 25. Aug. 1983 |
| 3 Eichen (Eichengruppe)  |      | 81160714211 | Wendlingen am Neckar                                             | ⊙        | 0,0           | 25. Aug. 1983 |
| 3 Kastanien              |      | 81160714212 | Wendlingen am Neckar                                             | ⊙        | 0,0           | 25. Aug. 1983 |
| 3 Kastanien              | BW   | 81160714213 | Wendlingen am Neckar                                             | ⊙        | 0,0           | 25. Aug. 1983 |
| 5 Ulmen und 2 Platanen   |      | 81160714215 | Wendlingen am Neckar Nicht mehr in der LUBW-Datenbank vorhanden. | ⊙        | 0,0           | 25. Aug. 1983 |
| Legende für Naturdenkmal |      |             |                                                                  |          |               |               |